# Canaima merida
Canaima merida är en spindelart som beskrevs av Huber 2000. Canaima merida ingår i släktet Canaima och familjen dallerspindlar.
Artens utbredningsområde är Venezuela. Inga underarter finns listade.